# (2764) Moeller
(2764) Moeller (1981 CN; 1976 UJ20) ist ein ungefähr fünf Kilometer großer Asteroid des inneren Hauptgürtels, der am 8. Februar 1981 vom US-amerikanischen Astronomen Norman G. Thomas am Lowell-Observatorium, Anderson Mesa Station (Anderson Mesa) in der Nähe von Flagstaff, Arizona (IAU-Code 688) entdeckt wurde.

## Benennung
(2764) Moeller wurde vom Entdecker Norman G. Thomas nach seiner Mutter Sonia Louise Moeller-Thomas benannt.